# Símbolos de Villa Guerrero
Los símbolos de Villa Guerrero son los emblemas representativos de este municipio, ubicado en el estado mexicano de México.

## Escudo

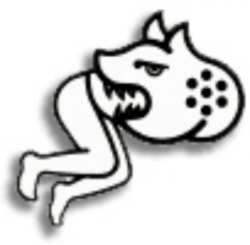
Glifo representativo de Villa Guerrero.

Villa Guerrero  antiguamente se llamaba Tecualoyan, en su traducción del náhuatl, significa "Lugar de tigres que devoran" y proviene de los vocablos Tecuani = Tigre u ocelote, cualo = comer y yan = Donde abunda. El glifo representativo del municipio muestra a un ocelote con la mitad de un cuerpo humano entre sus fauces.
Mientras el coronel Germán Contreras era gobernador interino del Estado de México, el nombre de Tecualoya fue cambiado por el de Villa Guerrero el 20 de abril de 1867, «en honor a los valiosos servicios prestados por sus habitantes a la patria durante la guerra de Reforma».

## Himno
Autor: Prof. Isaías Albarrán Guadarrama

### Himno a Villa Guerrero
Municipio de Villa Guerrero,
Paraíso de fiesta y canción;
Tu terruño feraz es pionero,
De progreso es esta región.

### Estrofa I
Cuando el sol en levante se asoma,
Para darte su luz cada día;
Tu pradera se torna armonía,
De trabajo, fragancia y color.
Y en su ámbito alegre se escucha,
Que una voz que al cenit se levanta;
Es el himno de lucha que canta,
El labriego que va a su labor.

### Estrofa II
Majestuoso el gentil Xinantécatl,
Con recelo vigila tus pasos;
Y te extiende amoroso sus brazos,
Para darte infinito fulgor.
Y el Tintojo y el Tescal se alejan,
Jugueteando sibre tus paisajes;
Esparciendo en hermosos lenguajes,
Un mensaje sublime de amor.

### Estrofa III
La excelencia de tu áureo presente,
En gloriosos pasado de la finca;
Puesla noble raza matlazinca,
Tus valores supo cimentar.
Y hoy por eso es mi mente recuerda,
Con efecto a la gran Tecualoya;
Que cual límpida y fúlgicida joya,
Sempiterna habrá de brillar.

### Estrofa VI
Sea el fin de esplendor el motivo,
Que nos mueva a lograr la pobreza;
De forjarle perenne grandeza,
A la tierra que nos vio nacer.
Y el fanal colosal se convierta,
La figura ejemplar de Guerrero;
Para dar claridad al sendero,
Que nos lleve a cumplir el deber.